# KLH Vajgar Jindřichův Hradec
Le Klub Ledního Hokeje Vajgar Jindřichův Hradec est un club de hockey sur glace de Jindřichův Hradec en République tchèque. Il évolue dans la 2. liga, le troisième échelon tchèque.

## Historique
Le club est créé en 1929 sous le nom de SHC Vajgar Jindrichuv Hradec. En 2006, il est renommé KLH Vajgar Jindřichův Hradec.

## Palmarès
- Vainqueur de la 1. liga : 1993.
- Vainqueur de la 2. liga : 1989, 2003, 2004, 2005.